# Liste der Bodendenkmale in Viöl
In der Liste der Bodendenkmale in Viöl sind die Bodendenkmale der Gemeinde Viöl nach dem Stand der Bodendenkmalliste des Archäologischen Landesamts Schleswig-Holstein von 2016 aufgelistet. Die Baudenkmale sind in der Liste der Kulturdenkmale in Viöl aufgeführt.
| Denkmal-ID           | Befundart           | Bezeichnung                            | Zeitstellung                 | Lage | Bemerkungen | Bild |
| -------------------- | ------------------- | -------------------------------------- | ---------------------------- | ---- | ----------- | ---- |
| aKD-ALSH-Nr. 001 725 | Grabmal > Grabhügel | Grabhügel                              | Vor- und/oder Frühgeschichte |      |             |      |
| aKD-ALSH-Nr. 001 726 | Grabmal > Grabhügel | Grabhügel                              | Vor- und/oder Frühgeschichte |      |             |      |
| aKD-ALSH-Nr. 001 727 | Grabmal > Grabhügel | Grabhügel                              | Vor- und/oder Frühgeschichte |      |             |      |
| aKD-ALSH-Nr. 001 728 | Grabmal > Grabhügel | Grabhügel                              | Vor- und/oder Frühgeschichte |      |             |      |
| aKD-ALSH-Nr. 001 729 | Grabmal > Grabhügel | Grabhügel                              | Vor- und/oder Frühgeschichte |      |             |      |
| aKD-ALSH-Nr. 001 730 | Grabmal > Grabhügel | Grabhügel                              | Vor- und/oder Frühgeschichte |      |             |      |
| aKD-ALSH-Nr. 001 731 | Grabmal > Grabhügel | Grabhügel                              | Vor- und/oder Frühgeschichte |      |             |      |
| aKD-ALSH-Nr. 001 732 | Grabmal > Grabhügel | Grabhügel                              | Vor- und/oder Frühgeschichte |      |             |      |
| aKD-ALSH-Nr. 001 733 | Grabmal > Grabhügel | Grabhügel                              | Vor- und/oder Frühgeschichte |      |             |      |
| aKD-ALSH-Nr. 001 734 | Grabmal > Grabhügel | Grabhügel                              | Vor- und/oder Frühgeschichte |      |             |      |
| aKD-ALSH-Nr. 001 735 | Grabmal > Grabhügel | Grabhügel                              | Vor- und/oder Frühgeschichte |      |             |      |
| aKD-ALSH-Nr. 001 736 | Grabmal > Grabhügel | Grabhügel                              | Vor- und/oder Frühgeschichte |      |             |      |
| aKD-ALSH-Nr. 001 737 | Grabmal > Grabhügel | Grabhügel                              | Vor- und/oder Frühgeschichte |      |             |      |
| aKD-ALSH-Nr. 001 738 | Grabmal > Grabhügel | Grabhügel                              | Vor- und/oder Frühgeschichte |      |             |      |
| aKD-ALSH-Nr. 001 739 | Grabmal > Grabhügel | Grabhügel                              | Vor- und/oder Frühgeschichte |      |             |      |
| aKD-ALSH-Nr. 001 740 | Grabmal > Grabhügel | Grabhügel                              | Vor- und/oder Frühgeschichte |      |             |      |
| aKD-ALSH-Nr. 001 741 | Grabmal > Grabhügel | Grabhügel                              | Vor- und/oder Frühgeschichte |      |             |      |
| aKD-ALSH-Nr. 001 742 | Grabmal > Grabhügel | Grabhügel                              | Vor- und/oder Frühgeschichte |      |             |      |
| aKD-ALSH-Nr. 001 743 | Grabmal > Grabhügel | Grabhügel                              | Vor- und/oder Frühgeschichte |      |             |      |
| aKD-ALSH-Nr. 001 744 | Grabmal > Grabhügel | Grabhügel                              | Vor- und/oder Frühgeschichte |      |             |      |
| aKD-ALSH-Nr. 001 745 | Grabmal > Grabhügel | Grabhügel                              | Vor- und/oder Frühgeschichte |      |             |      |
| aKD-ALSH-Nr. 001 746 | Grabmal > Grabhügel | Grabhügel                              | Vor- und/oder Frühgeschichte |      |             |      |
| aKD-ALSH-Nr. 001 747 | Grabmal > Grabhügel | Grabhügel                              | Vor- und/oder Frühgeschichte |      |             |      |
| aKD-ALSH-Nr. 001 748 | Grabmal > Grabhügel | Grabhügel                              | Vor- und/oder Frühgeschichte |      |             |      |
| aKD-ALSH-Nr. 001 749 | Altweg, Hafen       | Weg/Furt/Wasserstraße/Hafen            | Vor- und Frühgeschichte      |      |             |      |
| aKD-ALSH-Nr. 001 750 | Grabmal > Grabhügel | Grabhügel                              | Vor- und/oder Frühgeschichte |      |             |      |
| aKD-ALSH-Nr. 001 751 | Grabmal > Grabhügel | Grabhügel                              | Vor- und/oder Frühgeschichte |      |             |      |
| aKD-ALSH-Nr. 001 752 | Grabmal > Grabhügel | Grabhügel                              | Vor- und/oder Frühgeschichte |      |             |      |
| aKD-ALSH-Nr. 001 753 | Grabmal > Grabhügel | Grabhügel                              | Vor- und/oder Frühgeschichte |      |             |      |
| aKD-ALSH-Nr. 001 754 | Grabmal > Grabhügel | Grabhügel                              | Vor- und/oder Frühgeschichte |      |             |      |
| aKD-ALSH-Nr. 001 755 | Grabmal > Grabhügel | Grabhügel                              | Vor- und/oder Frühgeschichte |      |             |      |
| aKD-ALSH-Nr. 001 756 | Grabmal > Grabhügel | Grabhügel                              | Vor- und/oder Frühgeschichte |      |             |      |
| aKD-ALSH-Nr. 001 757 | Grabmal > Grabhügel | Grabhügel                              | Vor- und/oder Frühgeschichte |      |             |      |
| aKD-ALSH-Nr. 001 758 | Grabmal > Grabhügel | Grabhügel                              | Vor- und/oder Frühgeschichte |      |             |      |
| aKD-ALSH-Nr. 001 759 | Grabmal > Grabhügel | Grabhügel                              | Vor- und/oder Frühgeschichte |      |             |      |
| aKD-ALSH-Nr. 001 760 | Altweg, Hafen       | Weg/Furt/Wasserstraße/Hafen „Frieswei“ | Vor- und Frühgeschichte      |      |             |      |